# Croismare
Croismare je francouzská obec v departementu Meurthe-et-Moselle v regionu Grand Est. V roce 2013 zde žilo 608 obyvatel.

## Poloha
Sousední obce jsou: Crion, Chanteheux, Jolivet, Laneuveville-aux-Bois, Marainviller, Moncel-lès-Lunéville a Sionviller.

## Vývoj počtu obyvatel
Počet obyvatel